# Даниел I
Даниел I Сурмареци (год неизвестен, Сурмари, Эриванское ханство — 21 августа 1808, Эривань, Эриванское ханство) — католикос всех армян в 1801—1808 годах.

## Биография
В 1799—1800 годах был армянским патриархом Константинополя. 
В 1800 году был избран католикосом вместо скончавшегося Иосифа (Аргутинского-Долгорукова). Придерживался пророссийской ориентации своего предшественника. 
Из-за этого был арестован своим соперником на выборах католикоса Давитом Корганьяном по наущению и при поддержке персидских властей и заключён в тюрьму в Эчмиадзине, после чего его соперник Давит был провозглашён католикосом. 
В 1804 году, благодаря дипломатической поддержке императора Александра I, Даниел был освобождён из заточения. Однако, Давит Корганьян, поддерживаемый персами, вновь приказал схватить Даниела. Католикосу насильно сбрили бороду и провезли по Эривани верхом на осле, после чего подвергли заточению. 
В 1807 году, в ходе Русско-персидской войны, персы повторно освободили Даниела I и признали его католикосом, низложив Давита. 
Католикос Даниел скончался в 1808 году во время неудачной осады Эривани русскими войсками генерал Гудовича от естественных причин.